# Marcel Cachin
Marcel Cachin, francoski politik, * 20. september, 1869, Plourivo, † 12. februar, 1958, Choisy-le-Roi.
Cachin je bil član Politbiroja Komunistične partije Francije in član Senata Francije.